# Polizeiruf 110: Das vergessene Labor
Das vergessene Labor ist ein deutscher Kriminalfilm von Hans Werner aus dem Jahr 1984. Der Fernsehfilm erschien als 89. Folge der Filmreihe Polizeiruf 110.

## Handlung
Marlies und Axel, Inhaber einer Altstoffhandlung, und Siegfried und Regina, die einen Trödelladen führen, gehen regelmäßig gemeinsam auf Diebestour. Mit dem Lastwagen der Altstoffhandlung brechen sie nachts in zeitweise unbewohnte Häuser ein und stehlen als vorgebliche Möbelpacker Teile der Hauseinrichtung. Auch bei Selma Sikorski und ihrer Schwägerin Ida gehen sie so vor, nur verlagern sie ihren Raubzug auf den helllichten Tag. Die Nachbarn wundern sich nur, dass die Sikorskis anscheinend ausziehen wollen. Beide Frauen kommen kurze Zeit später vorzeitig aus ihrem Urlaub zurück und alarmieren die Polizei. Nicht nur Möbel und Nippes sind gestohlen worden, sondern auch zwei große Kisten voller Chemikalien. Idas Mann war während der Zeit des Nationalsozialismus in der Spandauer Zitadelle im Gasschutzlaboratorium tätig und hatte zahlreiche Giftstoffe nach Ende des Krieges zu Hause eingelagert. Eine besondere Ampulle hatte er in eine Metallkapsel einschließen lassen. Es handelt sich um das konzentrierte Nervengift Soman, das in kleinster Menge eingeatmet innerhalb kurzer Zeit zum Tod führt. Mit einer Ampulle könnte eine Kleinstadt ausgelöscht werden. Die Ermittler beruhigt nur, dass Soman erst ab 20 °C verdampft und die Wirkung im kühlen Herbst nur lokal wäre.
Die Polizei warnt die Bevölkerung per Lautsprecherdurchsage vor dem Gift und bittet um Mithilfe. Axel hat beide Kisten unterdessen auf eine Müllkippe gefahren, weil sie Marlies im Keller im Weg standen. Er weiß nicht, dass Sohn Olaf heimlich in die Kisten geschaut und die Kapsel mit der Soman-Ampulle entwendet hat. Er glaubt, er habe eine Kapsel mit Nitroglycerin vor sich. Die Kapsel versteckt der tierliebe Junge in seinem Taubenschlag, wo er sich häufig aufhält. Zu seinen Eltern hat er ein gespaltenes Verhältnis, da er ihre Trinkabende mit Siegfried und Regina abstoßend findet.
Marlies und Axel haben sich entschlossen, dass der Raubzug bei den Sikorskis ihr letzter war, doch wollen Siegfried und Regina sie nicht aussteigen lassen. Axel ruft anonym die Polizei und will Straffreiheit für den Fall aushandeln, dass er den Ermittlern die Lage der beiden Chemikalienkisten verrät. Er hängt ein, bevor die Ermittler verhandeln können. Auch später meldet er sich nicht noch einmal bei der Polizei. Zufällig werden die beiden Kisten auf der Müllhalde gefunden. Es werden gerade Reifenabdrücke gesichert, als Axel zur Müllkippe fahren will. Er weiß nun, dass er keinen Trumpf mehr in der Hand hat und ist verzweifelt.
Die Nachbarn hatten einen der Täter widersprüchlich als Mann bzw. Frau beschrieben. Tatsächlich hat Regina männliche Züge, sodass sie auch Hauptmann Reichenbach bei einer Überprüfung des Trödelladens auffällt. Eine Vernehmung von Regina und Siegfried bringt jedoch keine Verdachtsmomente und so werden beide freigelassen, jedoch beschattet. Beide suchen Axel und Marlies auf und stellen sie zur Rede, habe sich Axel doch auf einen Handel mit der Polizei einlassen wollen. Kurze Zeit später werden alle vier verhaftet, war doch vorher schon bei Axel und Marlies ein dem Tatwagen gleicher Lastwagen ermittelt worden. Olaf bleibt mit Hauptmann Wolfgang Reichenbach zurück, der bald die leere Kapsel im Taubenschlag findet. Olaf hatte die Ampulle selbst im Futternapf seiner Lieblingstaube versteckt und behauptet vor Wolfgang Reichenbach, die Kapsel im Wald gefunden zu haben. Er hofft, seine Eltern decken zu können, und verschanzt sich wenig später im Taubenschlag. Er droht, sich etwas anzutun. Peter Fuchs bringt Olafs Eltern zum Wohnhaus, und Olaf kommt aus seinem Versteck zu ihnen. Beim Gehen war die Soman-Ampulle von Olafs Lieblingstaube zu Boden gestoßen worden und zerbrochen. Die Taube stirbt und fällt aus dem Schlag. Olaf will zu ihr, doch zieht Peter Fuchs ihn zurück. Alle Anwesenden bringen sich in Sicherheit, während eine Spezialtruppe zur Chemikalienbeseitigung anrückt.

## Produktion
Das vergessene Labor wurde vom 28. Oktober bis 21. Dezember 1983 in Berlin, Königs Wusterhausen und Dahlewitz gedreht. Die Kostüme des Films schuf Helga Dürwald, die Filmbauten stammen von Udo Genschmer. Der Film erlebte am 27. Mai 1984 im 1. Programm des Fernsehens der DDR seine Premiere. Die Zuschauerbeteiligung lag bei 53 Prozent.
Es war die 89. Folge der Filmreihe Polizeiruf 110. Hauptmann Peter Fuchs ermittelte in seinem 54. Fall, Hauptmann Wolfgang Reichenbach in seinem 2. Fall und Oberleutnant Lutz Zimmermann in seinem 4. Fall. Die Kritik schrieb, dass die Geschichte geradlinig erzählt werde. „Die psychologische Auslotung der Charaktere beschränkt sich hier auf das Kind, während die Erwachsenen mehr oder weniger Typen sind.“